# Eosentomon stachi
Eosentomon stachi är en urinsektsart som beskrevs av Josef Rusek 1966. Eosentomon stachi ingår i släktet Eosentomon och familjen trakétrevfotingar. Inga underarter finns listade i Catalogue of Life.